# Passiflora contracta
Passiflora contracta är en passionsblomsväxtart som beskrevs av Vitta. Passiflora contracta ingår i släktet passionsblommor, och familjen passionsblomsväxter. Inga underarter finns listade i Catalogue of Life.

## Bildgalleri

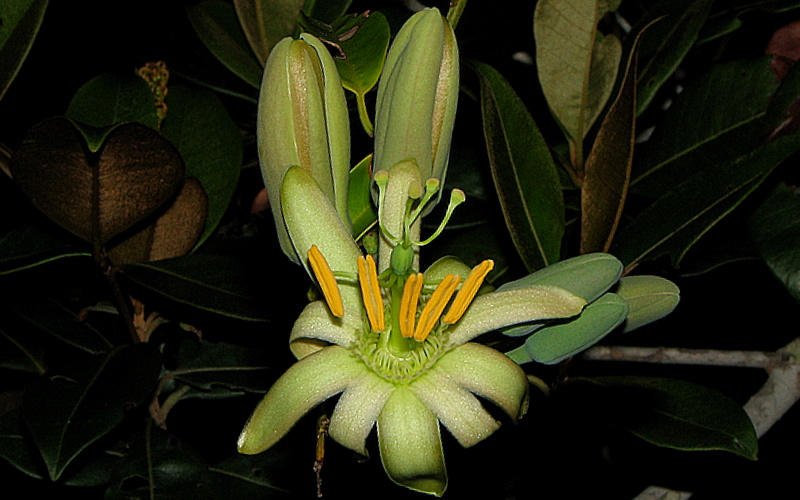
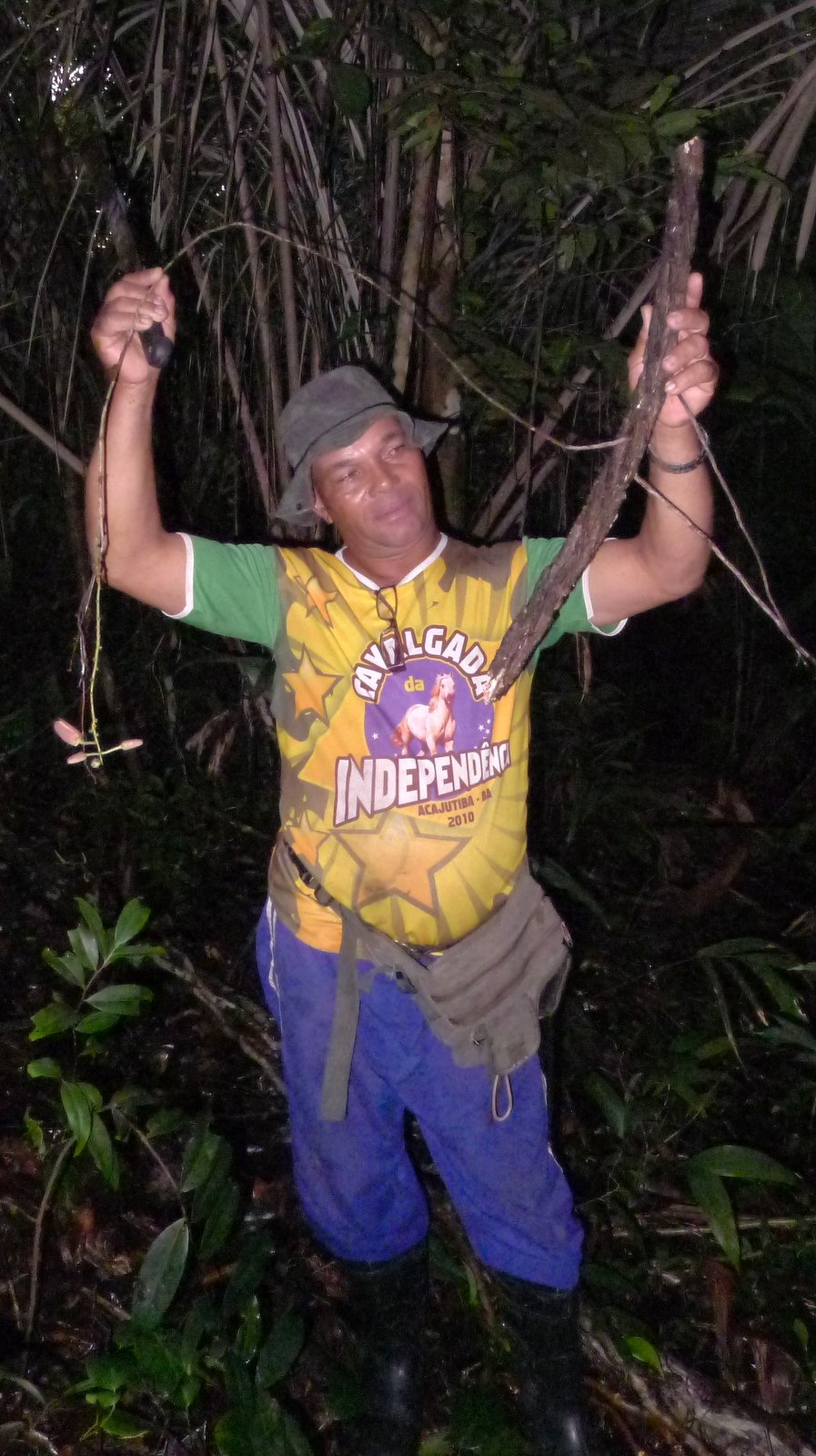
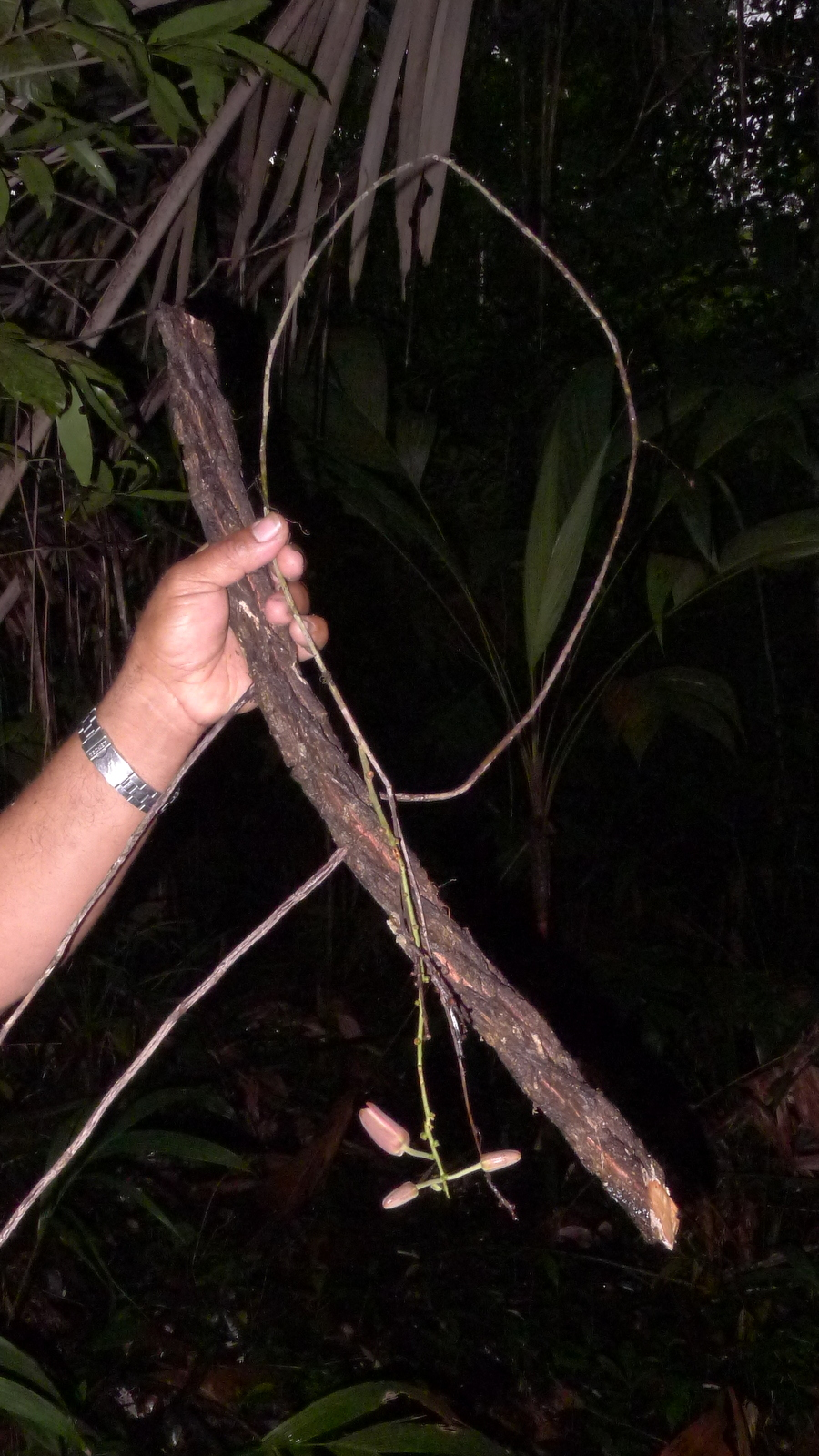
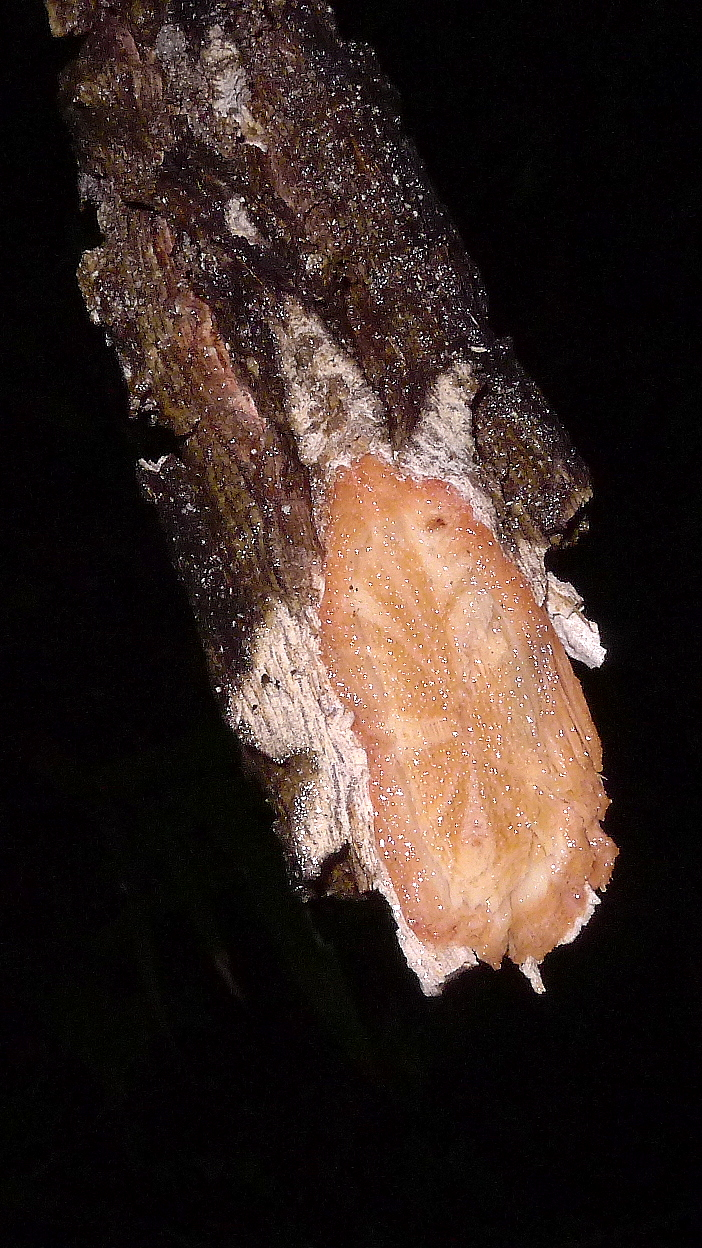
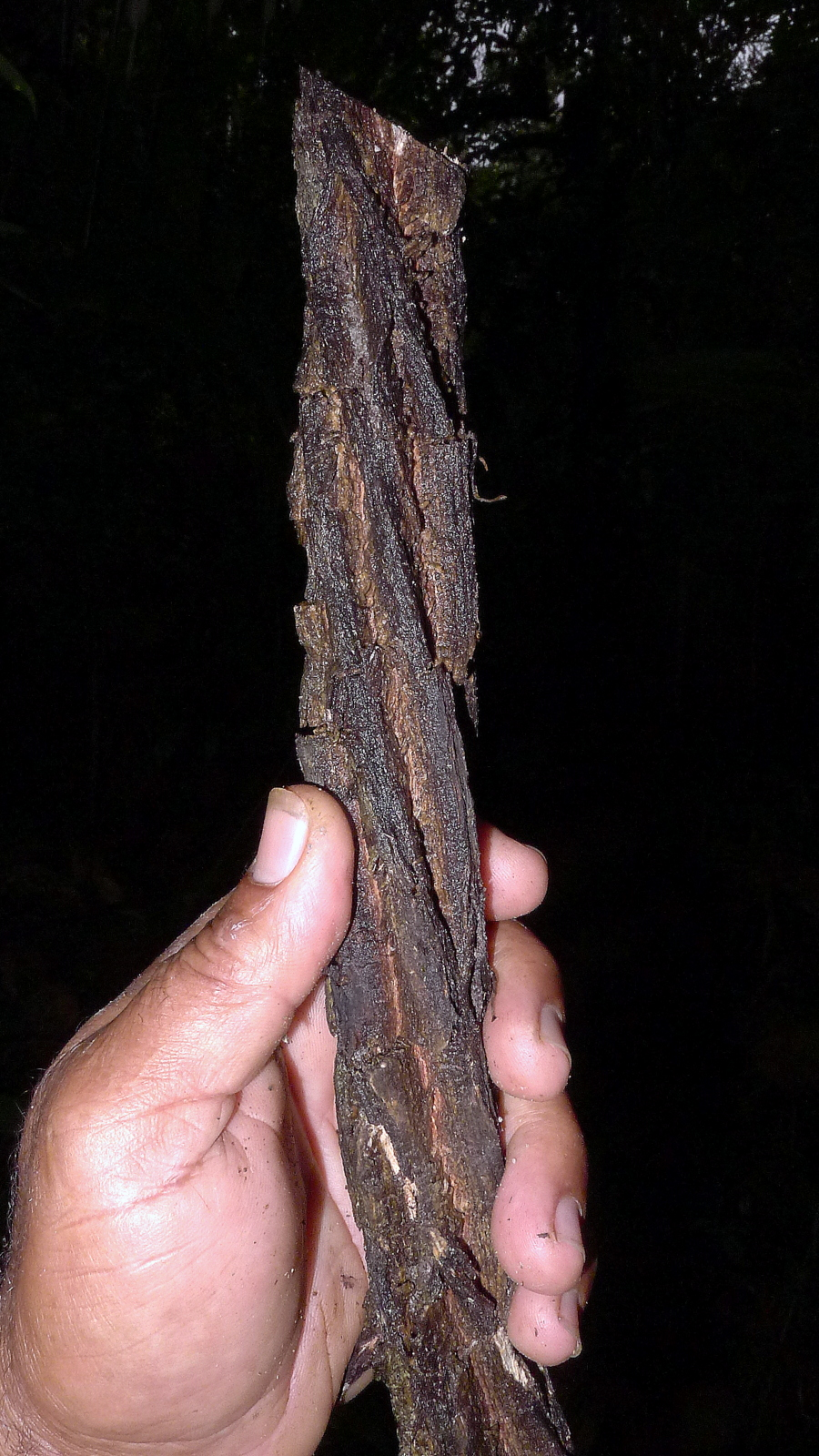
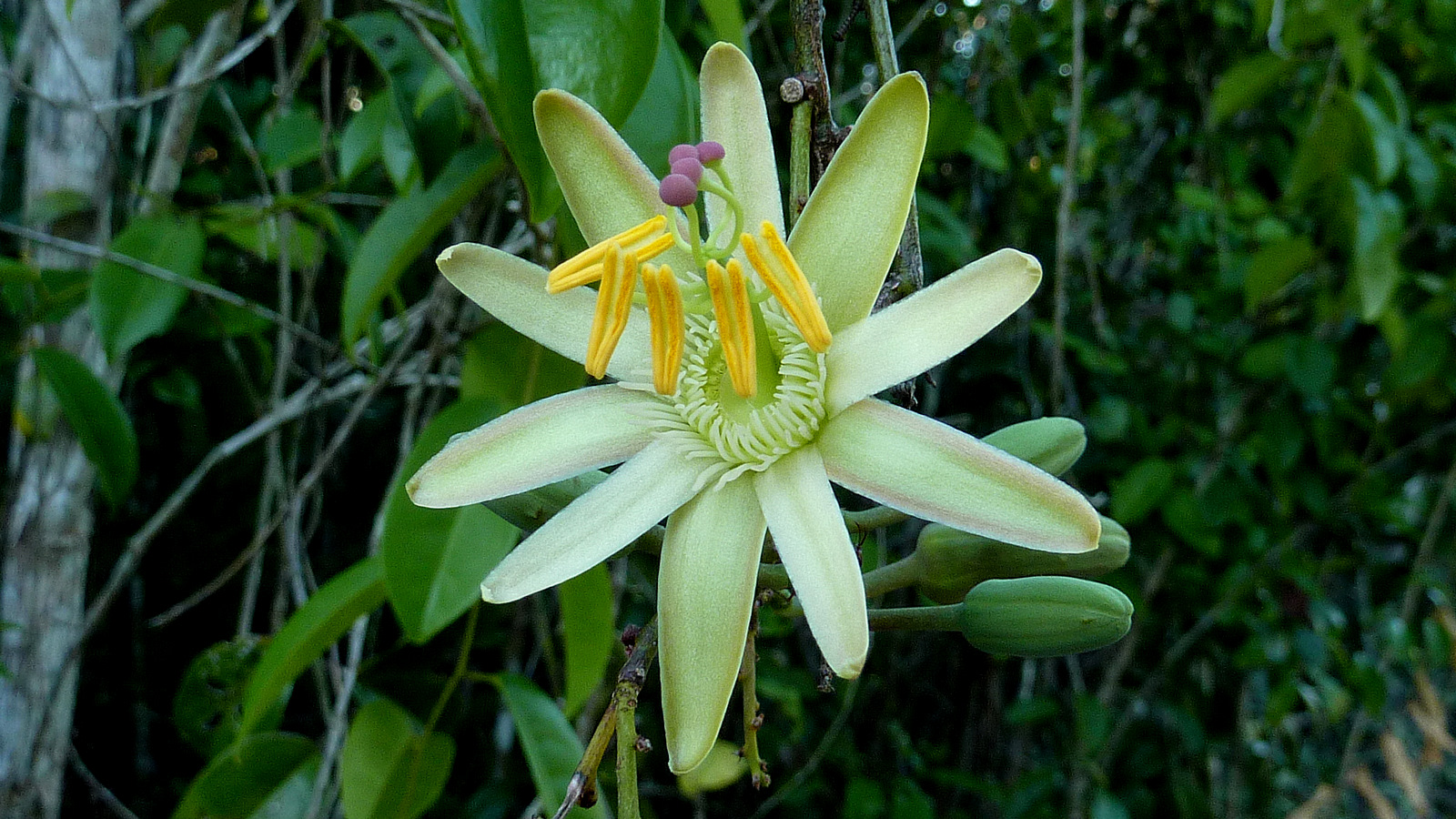